# Philippe Combelle
Philippe „Fifi“ Combelle (* 14. Juli 1939 in Paris; † 20. Januar 2024) war  ein französischer Schlagzeuger des Modern Jazz.

## Leben und Wirken
Combelle stammte aus einer musikalischen Familie; sein Vater war der Jazzmusiker Alix Combelle. Er lernte zunächst Klavier, um dann zum Tenorsaxophon und dem Kontrabass zu wechseln, bevor er das Schlagzeug für sich entdeckte. 1957 begann er zunächst im Orchester seines Vaters zu arbeiten, bevor er zu Henri Renaud ging, wo er bereits mit Zoot Sims gespielt hatte. Nachdem er sich in den Jazzclubs von Paris hervorgetan hatte, ging er mit den Allstars von Jack Diéval auf Europatournee. Dann begleitete er Sonny Criss, Memphis Slim, Don Byas, Sonny Stitt und Toots Thielemans (Mister Blues pour flirter, 1963), Dexter Gordon und Stephane Grappelli. Zwischen 1964 und 1967 arbeitete er bei Jacques Brel; danach gehörte er zum Trio von Marc Hemmeler (mit Pierre Michelot), bevor er 1969 mit Jean-Charles Capon und Georges Rabol das Baroque Jazz Trio gründete, mit dem er ein hochgelobtes Album einspielte. Weiterhin spielte er mit Olivier Hutman, Georges Arvanitas und Maurice Vander sowie mit Jimmy Gourley. Im Senegal trat er Anfang der 1980er Jahre mit Doudou N’Diaye Rose vor Leopold Senghor im öffentlichen Konzert auf. Dann spielte er mit Buck Clayton, René Urtreger, Tuna Ötenel und Sacha Distel, bevor er seine eigene Combo bildete. Daneben begleitete er Jimmy Slide und Ray Brown/Pierre Boussaguet. Auch nahm er mit Guy Lafitte (Joue Charles Trenet), Christian Escoudé (Gipsy Waltz, 1989), Daniel Colin und Buddy DeFranco (Live at the Alligators)  auf.

## Diskographische Hinweise
- Philippe Combelle & Mina Agossi Alkemi
- Philippe Combelle, Jean-Jacques Elangué, Jeff Hoffmann, Philippe Petit Boogaloo Baby (2003)
- Tribute to the Mother of Groove (2005)

## Lexikalische Einträge
- Philippe Carles, André Clergeat, Jean-Louis Comolli: Nouvelle dictionnaire du jazz. Paris 2011; ISBN 9782221-115923